# Pays (film)
Pour les articles homonymes, voir Pays (homonymie).
Pour plus de détails, voir Fiche technique et Distribution.
Pays est un film québécois réalisé par Chloé Robichaud tourné en 2015 et sorti en salle en novembre 2016.

## Synopsis
Sur une petite île imaginaire à proximité du Canada nommée Besco, les temps sont durs. L'exploitation de son riche sous-sol minier annoncerait des jours meilleurs, si seulement la présidente de l'Île pouvait obtenir, à cet effet, la meilleure entente possible pour son pays et ses citoyens. S'amorcent alors sur place de dures négociations où va se croiser le destin de trois femmes : la présidente de Besco, une jeune députée du Parlement du Canada ainsi qu'une négociatrice de carrière. 
La recherche d'un accord est ponctuée par les défis professionnels et personnels que les trois femmes doivent conjuguer au quotidien, dans une arène politique où les hommes ont manifestement les coudées franches et où l'argent a tous les pouvoirs. Mais un événement violent rappelle aux protagonistes de cette joute politique que les valeurs humaines ne seront jamais négociables...
Dans cette quête d'identité et d'affirmation, la créativité et la résilience des trois femmes vaincront la duperie et les désillusions,,,.

## Fiche technique
- Titre original : Pays
- Titre anglais : Boundaries
- Réalisation : Chloé Robichaud
- Scénario :  Chloé Robichaud
- Musique : Simon Bertrand
- Direction artistique : Carolyne De Bellefeuille
- Costumes : Ginette Magny
- Maquillage et coiffure : Maïna Militza
- Photographie : Jessica Lee Gagné
- Son : François Grenon, Jean-François Sauvé, Luc Boudrias
- Montage : Michel Arcand
- Production : Fanny-Laure Malo, Pierre Even, Marie-Claude Poulin, Barbara Doran
- Sociétés de production : La Boîte à Fanny, Item 7, Morag Loves Company.
- Société de distribution : Les Films Séville
- Budget : 4,2 millions de dollars[1]
- Pays d'origine :  Canada
- Langue originale : français
- Format : couleur (filmé en 35 mm) — format d'image : 1,85:1
- Genre : drame
- Durée : 101 minutes
- Dates de sortie :
  - Canada : 10 septembre 2016 (première canadienne au Festival international du film de Toronto)[2]
  - Canada : 14 septembre 2016 (première québécoise au Festival de cinéma de la ville de Québec)[5],[6],[7]
  - Royaume-Uni : 9 octobre 2016 (Festival du film de Londres (LFF))[8]
  - États-Unis : 26 octobre 2016 (Festival du film de Philadelphie)[9]
  - Canada : 18 novembre 2016 (sortie en salle au Québec)
  - Pays-Bas : 26 janvier 2017 (Festival international du film de Rotterdam (IFFR))
  - Suède : 2 février 2017 (Festival international du film de Göteborg (GIFF))
  - Taïwan : 19 novembre 2017 (Golden Horse Film Festival and Awards)

## Distribution
- Macha Grenon : Danielle Richard, présidente de Besco
- Emily VanCamp : Emily Price, la négociatrice
- Nathalie Doummar : Félixe Nasser-Villeray, jeune députée canadienne
- Yves Jacques :  Francis Perreault, ministre de l'Environnement, Besco
- Alexandre Landry : Vincent Pilon, attaché politique de Torpe
- Rémy Girard : Paul Rivest, ministre Affaires étrangères, commerce et développement, Canada
- Serge Houde : Dustin Torpe, sous-ministre Affaires étrangères, commerce et développement, Canada
- Sophie Faucher : Christiane Doyon, ministre des Finances, Besco
- Danièle Panneton : animatrice
- Jean-Guy Bouchard : Raymond
- Benoît Dagenais : Roc Biron, lobbyiste
- France Pilotte : Nancy Poirier, haute fonctionnaire
- Sylvain Castonguay : Paul Lubezki, haut fonctionnaire
- Micheline Lanctôt : diseuse de bonne aventure